# عینک آفتابی

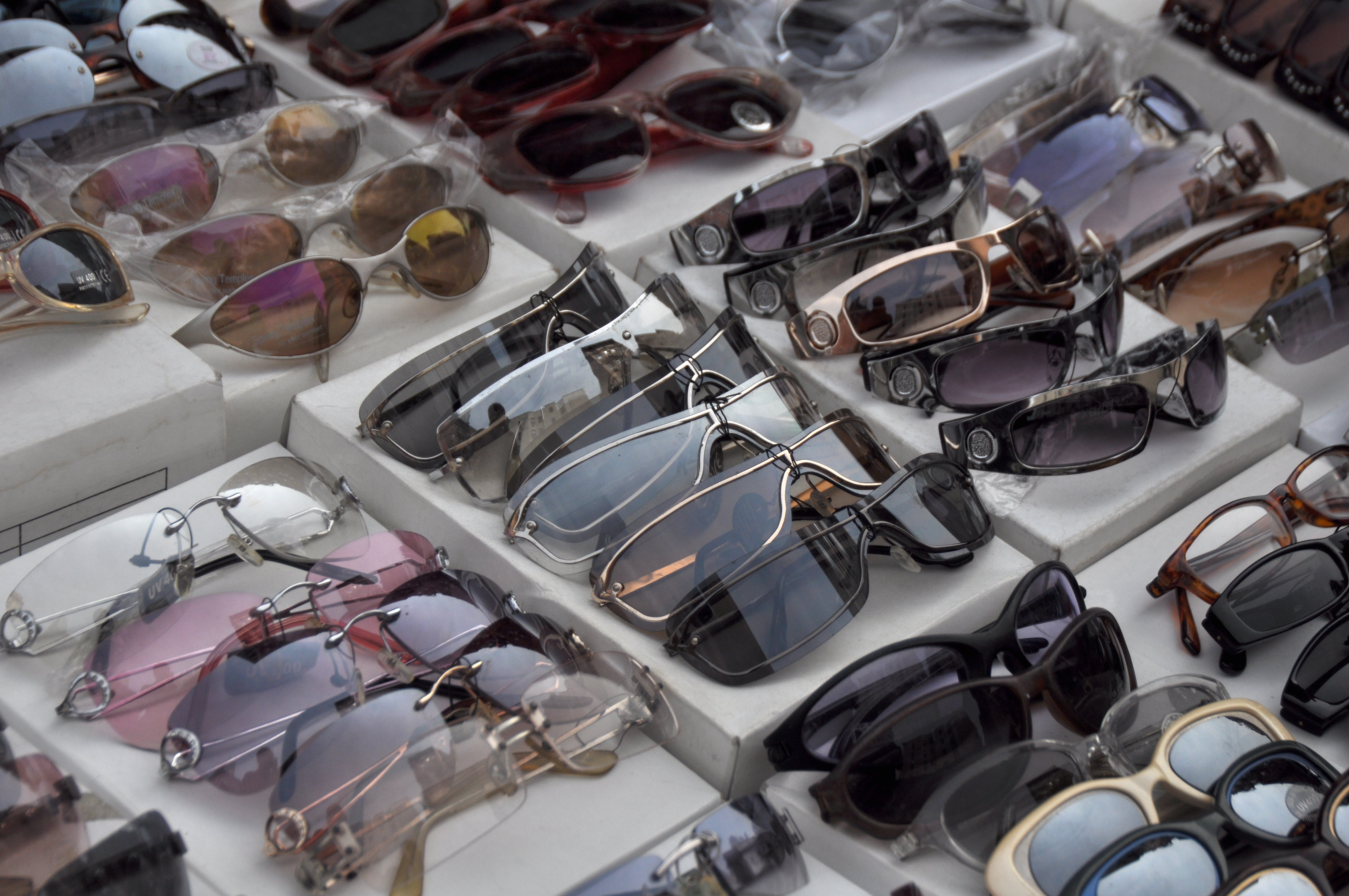
یک دسته از عینک‌های آفتابی با عدسی‌ها از رنگ‌های مختلف، منهتن، نیویورک

عینک آفتابی یک نوع پوشش برای محافظت از چشم در برابر نور خورشید است و با توجه به نوع کاربری آن جنس عدسی و لایه‌های مختلف به کار رفته در آن متفاوت است. معمولاً جنس عدسی‌های عینک آفتابی از لایه‌های زیر تشکیل شده‌است:
- یک لایه رنگی که معمولاً بخشی از نور خورشید را جذب کرده و مابقی را عبور می‌دهد.
- یک فیلتر پولاریزه‌کننده که نور شدید منعکس شده از یک سطح را فیلتر می‌کند و از آسیب به چشم تا حدود زیادی جلوگیری می‌کند.
- یک لایه فتوکرومیک که با توجه به ترکیب شیمیایی نقره که در آن قرار گرفته‌است و واکنش آن با هالوژن باعث تیرگی آن در محیطهای روشن و براق شدن آن در محیط‌های کم نور می‌شود.
- لایه آینه‌ای که باعث کاهش شدت نور ورودی به چشم می‌شود.
- یک لایه ضد خش که معمولاً یک لایه کربنی است از خش برداشتن عدسی جلوگیری می‌کند.
- لایه ضد انعکاس که نور منعکس شده را خنثی می‌کند.
- لایه جذب‌کننده اشعه ماوراء بنفش که میزان خاصی از آن می‌تواند تا حدودی از ورود این اشعه به چشم جلوگیری می‌کند.

## تاریخچه
اولین عینک آفتابی در دوره قاجاریه و با شروع سفرهای برون مرزی ناصرالدین شاه به ایران وارد شد و می‌توان از او به عنوان اولین فرد دارای عینک آفتابی در ایران نام برد. عینک آفتابی در سالهای بعد در دوران پهلوی و پس از هجوم متفقین به ایران رواج بیشتری پیدا کرد.
در سالهای اخیر با تغییر فرهنگ مردم ایران و همچنین ورود انواع عینک‌های آفتابی به کشور حجم استفاده از این کالا رواج پیدا کرده و به غیر از موارد پزشکی در صنعت مد و فشن نیز جای خود را باز کرده‌است. ورود نمایندگی‌ها و واسطه‌های برندهای مختلف سبب آشنایی بیشتر مردم با عینک آفتابی شده‌است و بخش‌های مختلف بازار را تحت تأثیر قرار داده‌است. پس از فروش عینک در مغازه‌ها و استقبال مردم از این کالا فروشگاه‌های آنلاین هم به فروش این کالا روی آورده‌اند.

## اهمیت تشخیص عینک آفتابی اصلی از تقلبی
عینک‌های آفتابی اصلی از مواد با کیفیت بالا ساخته می‌شوند و به طور خاص برای حفاظت از چشمان در برابر اشعه‌های فرابنفش خورشید طراحی شده‌اند. این عینک‌ها استانداردهای ایمنی و کیفی را رعایت می‌کنند تا هم دید واضح‌تری فراهم کنند و هم از آسیب به چشم جلوگیری کنند. در مقابل، عینک‌های تقلبی از مواد ارزان‌تر ساخته می‌شوند و ممکن است نه تنها از چشمان شما محافظت نکنند، بلکه با ایجاد دید نادرست یا عدم حفاظت از اشعه‌های مضر به چشمان شما آسیب برسانند.
- خسارت به چشم

عینک‌های آفتابی تقلبی معمولاً فاقد فیلترهای محافظ در برابر اشعه‌های مضر UV هستند. بنابراین، با استفاده از این عینک‌ها، چشمان شما نه تنها در برابر نور خورشید محافظت نمی‌شوند، بلکه ممکن است دچار مشکلاتی مانند آب مروارید، دژنراسیون ماکولا و حتی سرطان شوند.
- هزینه‌ بیشتر در دراز مدت

در حالی که ممکن است قیمت عینک‌های تقلبی در نگاه اول ارزان‌تر باشد، اما این عینک‌ها به سرعت خراب می‌شوند و نیاز به تعویض دارند. این در حالی است که عینک‌های اصلی، با توجه به کیفیت بالای ساخت، می‌توانند سال‌ها دوام بیاورند.

## نگارخانه

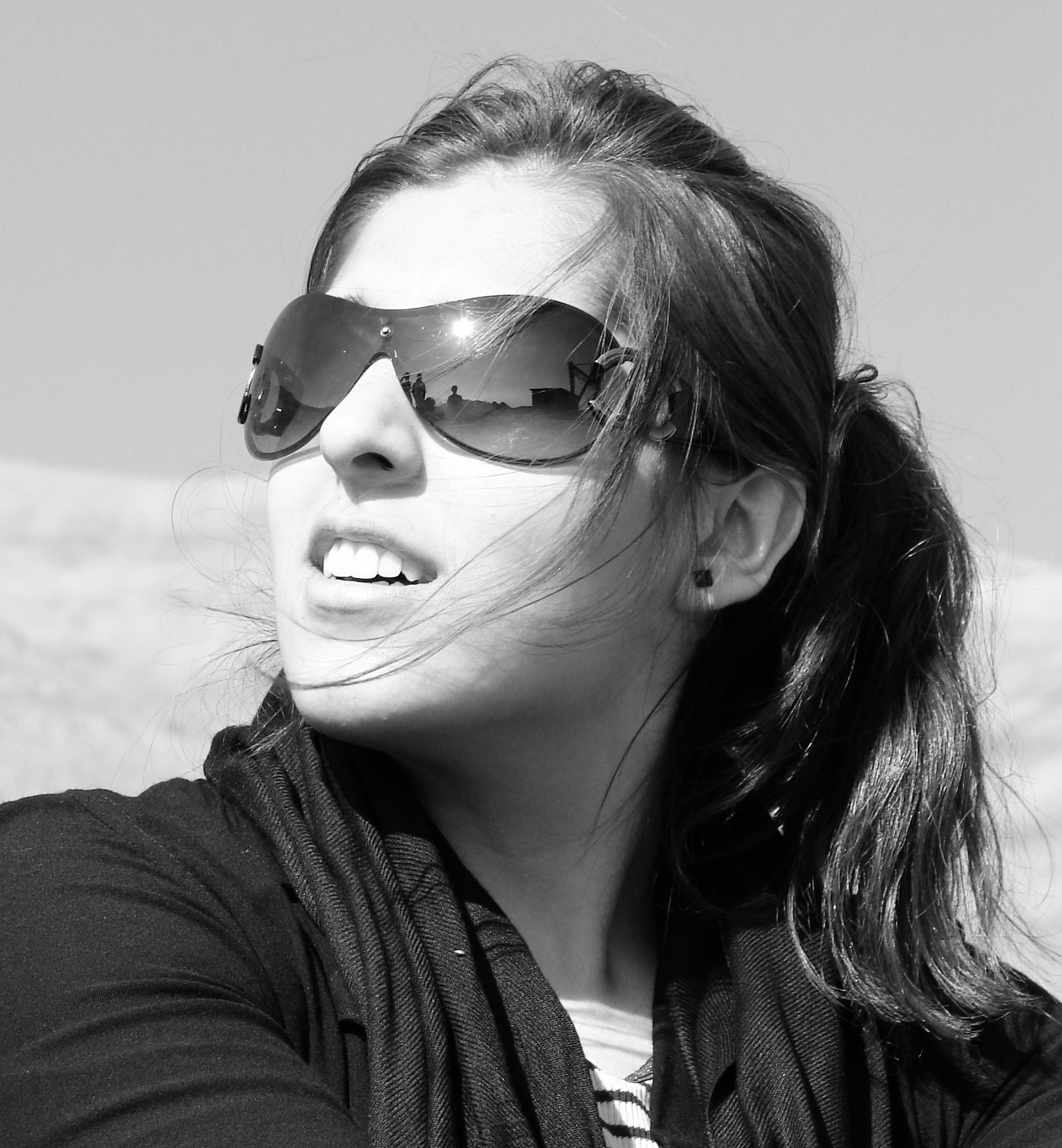
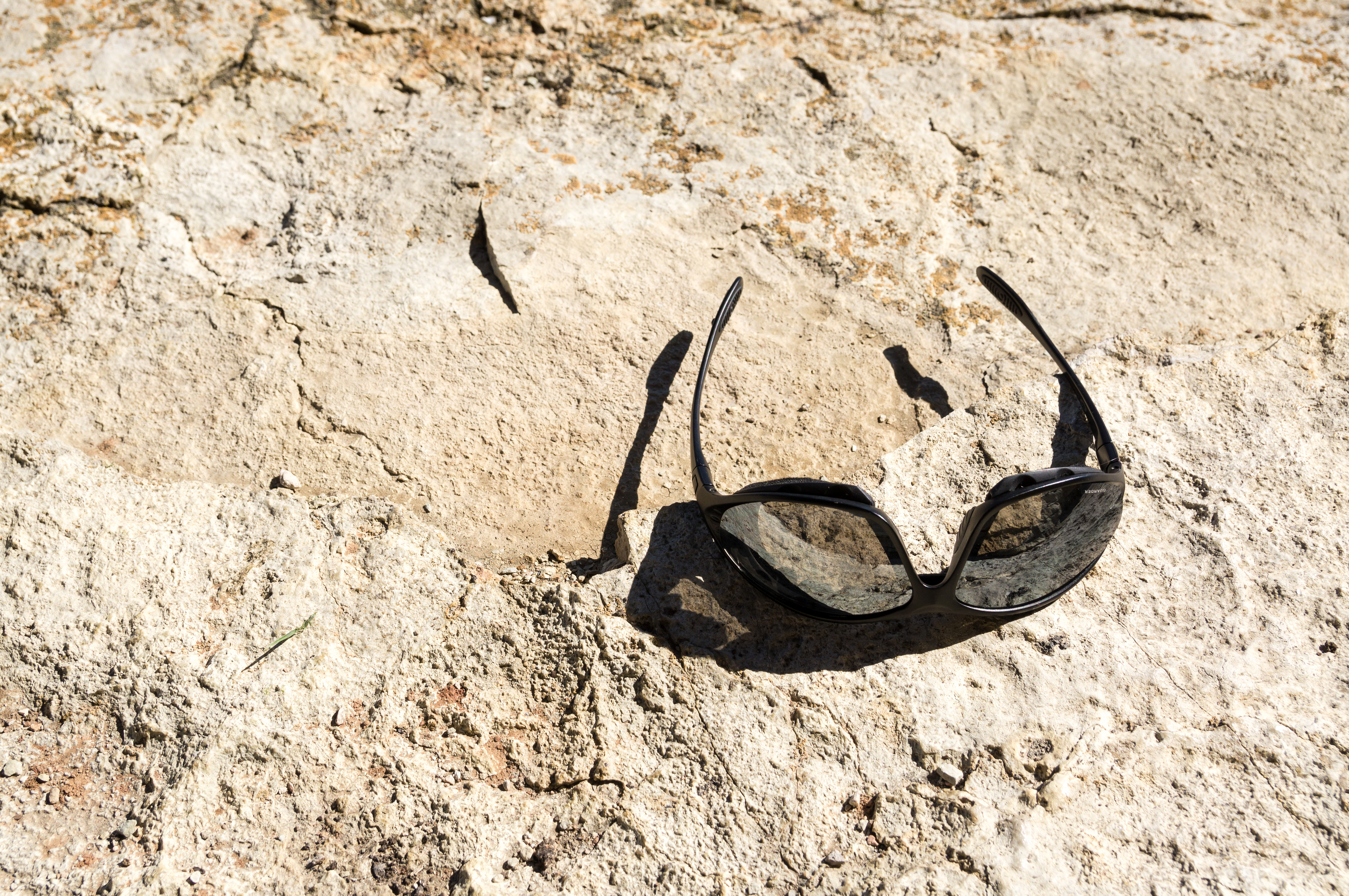
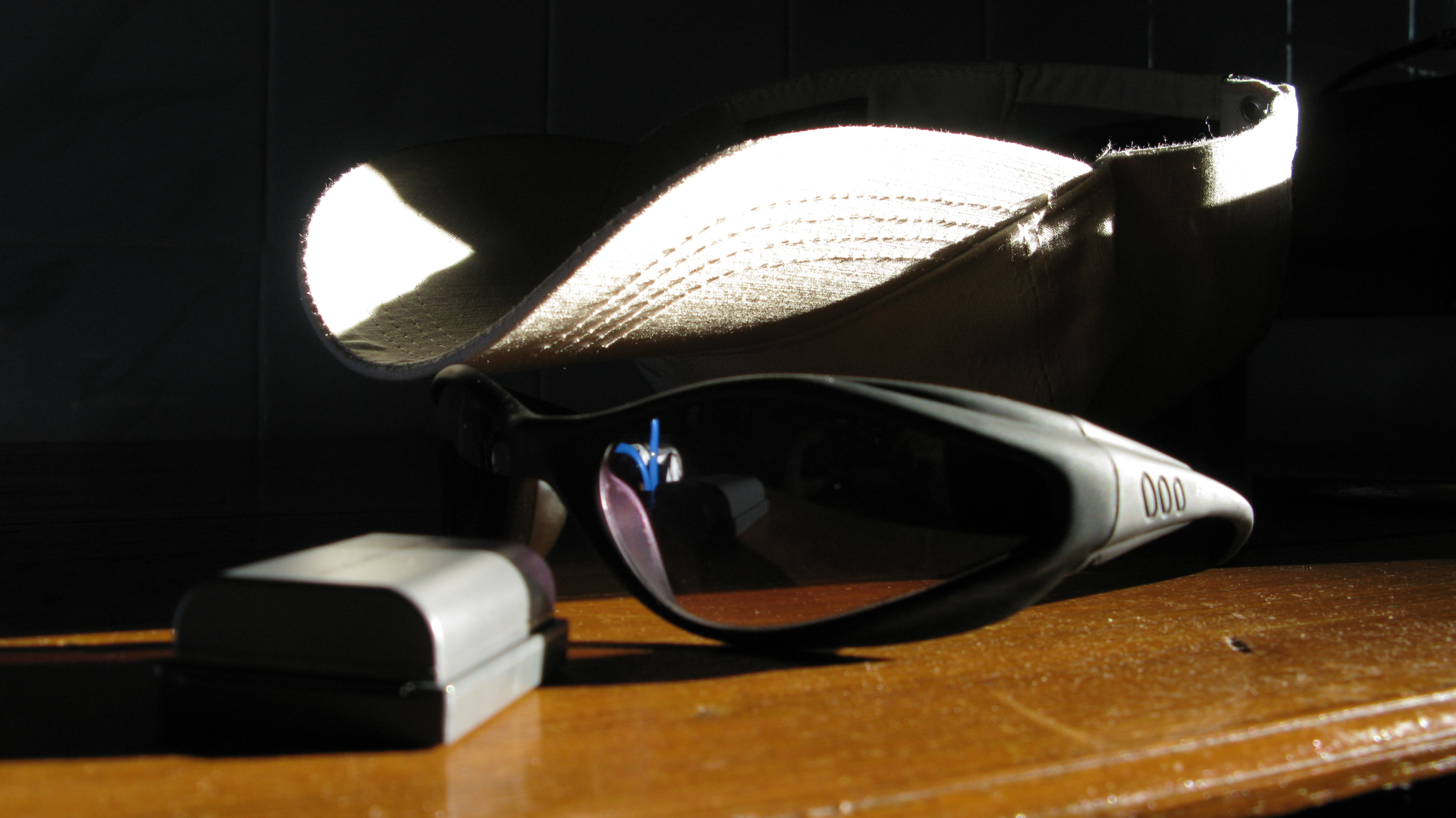